# Francisco López (Tischtennisspieler)
Francisco López (* 19. September 1962) ist ein Tischtennisspieler aus Venezuela. Er nahm an den Olympischen Spielen 1988 teil.

## Werdegang
Francisco López siegte bei den Lateinamerikanischen Meisterschaften 1978 im Einzel und im Mixed mit Elizabeth Popper. Er holte bei den Zentralamerikanischen Spielen 1982 Silber im Doppel und 1996 Bronze im Mixed. Zwei dritte Plätze im Mixed gelangen bei den Panamerikanischen Spielen 1983 und 1987.
Bei den Olympischen Spielen 1988 in Seoul trat er im Einzelwettbewerb an. Dabei blieb er sieglos und verlor sieben Spiele. Damit verpasste er den Einzug in die Hauptrunde und landete auf dem geteilten letzten Platz 57.

## Spielergebnisse bei den Olympischen Spielen
- Olympische Spiele 1988 Einzel in Vorgruppe D[1]
  - Siege: -
  - Niederlagen: Andrzej Grubba (Polen), Atanda Musa (Nigeria), Zoran Primorac (Jugoslawien), Gary Haberl (Australien), Jörg Roßkopf (Bundesrepublik Deutschland), Sujay Ghorpade (Indien), Yoshihito Miyazaki (Japan)

## Turnierergebnisse
| Verband | Veranstaltung               | Jahr | Ort          | Einzel         | Doppel | Mixed      | Team |
| ------- | --------------------------- | ---- | ------------ | -------------- | ------ | ---------- | ---- |
| VEN     | Latin American Championship | 1978 | Mexiko-Stadt | Winner         |        |            |      |
| VEN     | Latin American Championship | 1978 | Mexiko-Stadt |                |        | Winner     |      |
| VEN     | Latin American Championship | 1989 | Las Tunas    | 8              |        |            |      |
| VEN     | Olympic Games               | 1988 | Seoul        | Lost 1st stage | dnp    |            |      |
| VEN     | PAN-American Games          | 1987 | Indianapolis |                |        | Halbfinale |      |
| VEN     | PAN-American Games          | 1983 | Caracas      | QF             |        |            |      |
| VEN     | World Championship          | 1983 | Tokio        | Qual           | Qual   | Qual       | 46   |